# Pseudaphelia alberici
Pseudaphelia alberici är en fjärilsart som beskrevs av Abel Dufrane 1953. Pseudaphelia alberici ingår i släktet Pseudaphelia och familjen påfågelsspinnare. Inga underarter finns listade i Catalogue of Life.